# Gobiatherium
Gobiatherium is een geslacht van uitgestorven zoogdieren behorend tot de familie Uintatheriidae van de Dinocerata die tijdens het Midden-Eoceen in Centraal-Azië leefden. Het is het enige geslacht van de onderfamilie Gobiatheriinae. 

## Fossiele vondsten
De eerste fossielen van Gobiatherium werden in 1930 gevonden in de Irdin Mahna-formatie tijdens de Centraal-Aziatische Expedities van het American Museum of Natural History in de Gobiwoestijn in Binnen-Mongolië en beschreven door Henry Fairfield Osborn & Walter Willis Granger. Het holotype is een complete en bijna perfect bewaard gebleven schedel. Latere fossiele vondsten werden gedaan in de Chinese provincie Henan, Kyrgyzstan en Kazachstan, onder meer in de Arshanto-formatie.

## Kenmerken
Gobiatherium was een grote herbivoor met een lengte van ruim drie meter. In tegenstelling tot zijn Noord-Amerikaanse verwanten Uintatherium en Eobasileus had Gobiatherium geen knobbelvormige hoorns of slagtandachtige hoektanden. Daarentegen had het dier vergrote jukbeenderen en een bolvormige snuit. 